# شیخ مفید (مجموعه تلویزیونی)
شیخ مفید با نام اصلی خورشید شب یک مجموعه تلویزیونی محصول سال ۱۳۷۴ به کارگردانی فریبرز صالح و سیروس مقدم، نویسندگی محمود حسنی و تهیه‌کنندگی محمدرضا ذوالفقاری، هادی مشکوه‏ و مجید اوجی می‌باشد که از شبکه دو پخش شد.
این سریال داستان زندگی شیخ مفید، فقیه قرن چهارم هجری است.

## بازیگران و نقش‌ها
| بازیگر           | نقش                             |
| ---------------- | ------------------------------- |
| علی دهکردی       | شیخ مفید                        |
| داریوش ارجمند    | عضدالدوله دیلمی (پناه‌خسرو)      |
| امین تارخ        | مطهر دیلمی وزیر عضدالدوله       |
| مهدی فتحی        | ابن نقیب                        |
| محمدعلی کشاورز   | خلیفه الطائع                    |
| آتیلا پسیانی     | اسود پسر عدی عیار               |
| پرویز پورحسینی   | معزالدوله دیلمی                 |
| بهروز مسروری     | ابن حبش غیبگو                   |
| رضا رویگری       | ابوکالیجار مرزبان پسر عضدالدوله |
| ماهایا پطروسیان  | شوقل هندی                       |
| کتایون ریاحی     | همسر ابن حبش                    |
| ابراهیم آبادی    | معتبی دبیر                      |
| سیروس گرجستانی   | جماز از عیاران                  |
| عسکر قدس         | شماس غلام ابن نقیب              |
| سیروس کهوری نژاد | مصادف غلام شیخ مفید             |
| مسعود ولدبیگی    | عدی عیار                        |
| باقر صحرارودی    | قاضی ابن ابی الشوارب            |
| ولی‌الله مؤمنی    | قیس از یاران شیخ مفید           |
| تورج نصر         | کمونه گدا                       |
| محمد الهی        | شرف الدوله دیلمی پسر عضدالدوله  |
| زهرا سعیدی       | مادر شیخ مفید                   |
| فلورا سام        | هاجر همسر شیخ مفید              |
| سیروس اعوانی     | عزالدوله بختیار دیلمی           |
| بابک والی        | ابن قولویه                      |
| عزیز هنرآموز     | شیخ عیسی رمانی                  |
| اسفندیار مهرتاش  |                                 |
| داود آریا        |                                 |
| نادر رجب پور     |                                 |
| وحید شیخ زاده    |                                 |
| حسن میرباقری     |                                 |
| مهرداد ضیایی     | شیخ طوسی                        |

## قسمت‌ها
| شم. کلی | شم. در فصل | عنوان                                                                                         | کارگردان  | Teleplay by | تاریخ پخش اصلی |
| --- | ---------- | --------------------------------------------------------------------------------------------- | --------- | ----------- | -------------- |
| 1 | 1          | «درآمدن شیخ و دیلمیان به بغداد»                                                               | اعلان‌نشده | اعلان‌نشده   | اعلان‌نشده      |
| دیده‌بان‌های سپاه دیلمیان به کاخ خلیفه مستکفی رسیده و با اسب بدان در می‌آیند. کمی که می‌گذرد احمد بویه هم می‌رسد و خلیفه مستکفی به او فرنام معزالدوله می‌دهد. محمد نوجوان و پدرش از عکبرا به بغداد می‌آیند تا برای دانش‌اندوزی محمد در این شهر برنامه‌ریزی کنند. خلیفه مستکفی در اندیشه کشتن موذن مسجد براثا که محمد است، می‌باشد. ولی برای دوری از بدنامی این کار، بر آن می‌شود این کار را به عدی راهزن بسپرد. عدی هم با اینکه با سرسختی یکی از یارانش رویارو می‌شود، برای دریافت زر و سیم تن به این کار می‌دهد و در میانهٔ راه پدر محمد را می‌کشد. سال‌ها می‌گذرد و محمد جوانی برومند شده‌است. او با همسرش زندگی خوبی دارد... |            |                                                                                               |           |             |                |
| 2 | 2          | «ابن قولویه ، شیخ مفید ، معزالدوله و شیخ صدوق»                                                | اعلان‌نشده | اعلان‌نشده   | اعلان‌نشده      |
| محمد پای درس علی بن عیسی الرمانی نشسته و درباره روایت غدیر به او خرده می‌گیرد. استاد از هوشمندی شاگرد خوشش می‌آید و او را با نامه ای نزد ابن قولویه می‌فرستد تا در کنار احوال‌پرسی از ابن قولویه، هوشمندی این شاگرد نوپا را نیز یادآور شود. در اینجا محمد، زنی را كه برای گلایه از قاضی شهر به خانه ابن قولویه آمده می‌بیند و مانند ابن قولویه گلایه او را به جا می‌داند. محمد و زن با هم نزد ابی عباس ابن ابی الشوارع (قاضی) می‌روند تا پیام ناخشنودی ابن قولویه را برسانند. در دادگاه قاضی دستور به دستگیری محمد می‌دهد که با هیاهوی مردم رویارو میشود و درگیری‌ای رخ می‌دهد که به دستگیری محمد می‌انجامد. شیخ صدوق به بغداد می‌آید و مردم از خشنودی این رخداد، جشن و پایکوبی می‌کنند. معزالدوله را با حال نزار به کاخ می‌آورند. او محمد را از زندان به کاخ فرامی‌خواند تا درباره ریشه درگیری از او بپرسد. معزالدوله دستور می‌دهد پسرش را از شیراز فرا بخوانند تا چنانچه مرد تخت تهی نماند. هنگامیکه عزالدوله بختیار به بغداد می‌رسد پدرش که در بستر مرگ است او را به سازش با پسرعمویش (عضدالدوله) و نجنگیدن با آن مرد رزم‌آرا سفارش می‌کند. |            |                                                                                               |           |             |                |
| 3 | 3          | «انديشه شوم معتتبی ، عضدالدوله آهنگ بغداد میکند»                                              | اعلان‌نشده | اعلان‌نشده   | ۲۶ آوریل ۲۰۱۷  |
| عزالدوله بختیار بر روی دستان بردگان در شهر گشت و گذار می‌کند و شادمان است. مُعتبی دبیر آگاه می‌شود که شیخ‌مفید آهنگ رفتن به عکبرا کرده پس پیکی می‌فرستد تا پیش از رفتنش او را به کاخ فرا بخواند تا نزد عزالدوله با دانشمندی سنی گفتمان کند. مُعتبی پیک دیگری هم به عدی راهزن می‌فرستد تا با دادن پول، به کشتن شیخ‌مفید برانگیزدش. گفتمانی میان ابن نقیب و شیخ‌مفید در تالار کاخ برگزار می‌شود ناگهان شیخ‌مفید از تالار می‌رود که شگفتی شنوندگان را در پی می‌دارد. ابن نقیب می‌گوید رفتن شیخ‌مفید نشانهٔ بزرگواری او بوده چرا که نخواسته شکست خوردنم در گفتگو را به تماشا بنشیند. در بازار مردی برای راهکار خواستن درباره همسایه‌ای که مرزها را می‌شکند جلوی شیخ‌مفید را می‌گیرد ‌و پرسش‌هایی از او می‌کند و شیخ‌ او را به آرامش و مدارا فرامی‌خواند. شیخ‌ و برده‌اش مصادف، سوی عکبرا به راه می‌افتند و در میانه بیابان راهزنان را می‌بینند و ناگزیر می‌شوند برای گمراه کردن آنها اسب‌ها را به سویی بفرستند و خود راه دیگری را بپیمایند. هنگامی که به عکبرا می‌رسند از مرگ ابن قولویه در بغداد آگاه می‌شوند پس ناچار می‌گردند زود به بغداد بازگردند. پیکِ عضدالدوله به کاخ بغداد می‌رسد تا با پول‌های ضرب شده به نام عضدالدوله در شیراز، اسب عربی از عزالدوله بخرد. معتبی دبیر، نامه را می‌خواند و به عزالدوله بختیار می‌گوید که برادرت حبشی آشکارا در برابر شما سرکشی کرده و بغداد را از آن خود دانسته‌است. پیک برداشت معتبی و عزالدوله بختیار از نامه را نادرست می‌داند و به هر روی عزالدوله موهای پیک را می‌تراشد و به شیراز بازمی‌گرداندش. |            |                                                                                               |           |             |                |
| 4 | 4          | «پناه بردن عزالدوله به راهزنان ، عدی راهزن با رخت و روی علوی به راهزنی ميرود ، پيامبر دروغين» | اعلان‌نشده | اعلان‌نشده   | اعلان‌نشده      |
| عزالدوله که گنجینه‌اش برای جنگیدن با پسرعمویش تهی بوده دستور به ستاندن باج از تک‌تک مردم را می‌دهد. سربازان برای گرفتن باج به خانهٔ ابواحمد حسین بن عیسی پزشک بغدادی می‌روند و کتکش می‌زنند. شیخ‌مفید به شاگردانش درس می‌دهد که سروصدای مردم و سربازان باج‌ستان را می‌شنود. پس دستور می‌دهد که علویان را بیآگاهید تا درگیر نشوند و خود را بپایند. کاتب (ابواحمد شیرزادی شیرازی) از ترس آنچه بر سر پیک رفت به عدی راهزن پناه می‌برد و از سخت‌گیری سربازان باج‌ستان و آشفتگی شهر می‌گوید. عدی وایب خوبی از سخنان کاتب می‌گیرد و خندان در اندیشه دزدی از توانگران فرو می‌رود. پس از یک نیمروز خود عزالدوله نیز از ترس عضدالدوله نزد عدی می‌آید. مردی دم در خانه شیخ‌مفید به‌سختی پافشاری بر دیدار او می‌کند. شیخ‌می‌گذارد مرد به درون خانه بیاید. او شیخ‌ را می‌آگاهد که کسی در قسیب پیدا شده که خود را پیامبری تازه می‌شناساند و توانسته پیروانی هم دور خود گرد بیاورد. با اینکه شهر آشفته است شیخ‌ بی‌درنگ بر آن می‌شود که به‌قسیب برود و نادرستی آن‌کس را آشکار کند. عدی با پرس‌وجو از کاتب درباره پیوندهای مردم و دانشمندان شیعه و سنی می‌خواهد شهر آشفته را پرآشوب کند تا بتواند به دارایی توانگران و بازرگانان بتازد. شیخ‌مفید در قسیب پیامبر دروغین (ابن حبش) را می‌بیند و توانایی‌های او را فرآورده تلاش و کوشِشَش می‌داند و می‌گوید اگر این کوشش‌ها را در راه دین می‌کردی اکنون کوه‌ها را جابجا می‌نمودی. فرجام این دیدار کوتاه آمدن پیامبر دروغین و همراهی‌اش با شیخ‌مفید بود. هنگام بازگشت به بغداد شیخ‌مفید و یارانش راهزنان را می‌بینند که با رخت‌های سپید و مشکی (علوی‌وعباسی) سوی بغداد می‌روند و به خواست شوم آنها پی می‌برند. آنها به بغداد می‌روند و با اینکه کمی دیر شده ولی از همان دم جلوی آشوب بیشتر را می‌گیرند و دست راهزنان را رو می‌کنند. |            |                                                                                               |           |             |                |
| 5 | 5          | «دل باختن ابن حیش و کشتار راهزنان از سوی عضدالدوله»                                           | اعلان‌نشده | اعلان‌نشده   | اعلان‌نشده      |
| شیخ‌مفید در میان شاگردانش ابن مسلم را نمی‌بیند و از سخنان شاگردان پی می‌برد ابن مسلم و خواهرش خانواده‌شان را در آشوب‌ها از دست داده‌اند و سوگوار شده‌اند. ابن حبش خواهر ابن مسلم را گریان در بازار می‌بیند و گویا چشمانش او را می‌گیرد پس در پی زن می‌رود و به آرامگاه می‌رسد و زن را در حال گریستن بر گور فرزندش می‌بیند. در همان روز ابن حبش به شیخ‌ می‌گوید می‌خواهد این زن را به همسری بگیرد ولی شیخ‌ با نگرش به سوگوار بودن زن و همچنین کار و پیشه نداشتن ابن حبش او را به شکیبایی فرا می‌خواند. عضدالدوله دیلمی بی‌آنکه با ایستادگی‌ای رویارو شود بغداد را می‌گشاید. آن راهزنی که شیخ‌مفید دستگیر کرده بود و اکنون در زندان آل بویه گرفتار است را نزد عضدالدوله می‌آورند تا بازجویی بشود و پایگاه عدی راهزن را لو دهد. سپاهیان عضدالدوله به پایگاه عدی می‌تازند و همه را به جز اسود پسر عدی که در جای دیگری سرگرم راهزنی بود از دم تیغ می‌گذرانند. |            |                                                                                               |           |             |                |
| 6 | 6          | «دیدار عضدالدوله و خالیفه طائع - دل باختن عضدالدوله»                                          | اعلان‌نشده | اعلان‌نشده   | اعلان‌نشده      |
| ششم اسود پسر عدی بر پیکر بی‌جان پدر می‌گرید و فریاد کین‌جویی برمی‌آورد. جشن عروسی ابن حبش و خواهر ابن مسلم برگزار می‌شود. مطهر ابن عبدالله به عضدالدوله پیشنهاد می‌دهد که به دیدار خلیفه طائع برود عضدالدوله هم می‌پذیرد ولی می‌گوید که سواره به کاخ خلیفه در می‌آید. عضدالدوله در نزد خلیفه نفرین بر منصور دوانیقی می‌فرستد. کنیزکان کاخ ناگهان از جلوی مطهر و عضدالدوله می‌گذرند و این دو به‌سان مردان زن ندیده به دنبالشان می‌افتند عضدالدوله در یک نگاه به یکی از کنیزها دل می‌بندد. شیخ مفید نزد جذامیان می‌رود و به آنها مهر می‌ورزد. شوقل هندی همان کنیزی که چشم عضدالدوله را گرفته بود به کاخ عضدالدوله می‌آید گویا او ارمغانی از سوی خلیفه به امیر می‌باشد. عضدالدوله دلباخته خیلی تلاش می‌کند تا دل شوقل را به دست آورد و با خشنودی خود کنیز، او را به همسری خود در بیاورد. شوقل سواره در خیابان‌های بغداد می‌گردد که در این هنگام همسر ابن حبش به دنبال او می‌رود تا بتواند راهی برای کینجویی از نامردمانی که فرزندانش را کشتند بیابد. مطهر با شوقل سخن می‌گوید ولی او هم نمی‌تواند دل شوقل را نرم کند. شوقل برای رهایی از پافشاری‌های مطهر به او پیشنهاد مهرورزی می‌دهد و خشمگینش می‌کند... |            |                                                                                               |           |             |                |
| 7 | 7          | «نخستین دیدار عضدالدوله و شیغ آشناپی ابن حبش با صوفیان»                                       | اعلان‌نشده | اعلان‌نشده   | اعلان‌نشده      |
| سربازان شوغل هندی را به جایی برای کیفر دادن می‌برند. ابن نقیب برای به دردسر انداختن شیخ مفید برنامه ریزی می‌کند و برده خود را به کلاس شیخ مفید می‌فرستد. همسر ابن حبش نزد شیخ مفید می‌رود و از شوهرش گلایه می‌کند. شیخ هم به خانه ابن حبش می‌رود و سفارش‌هایی را به او می‌کند. با گزارش‌هایی که برده ابن نقیب از کلاس شیخ مفید به بویه‌ای‌ها می‌دهد عضدالدوله سربازان را برای دستگیری شیخ به دم در خانه‌اش می‌فرستد. نشست بازخواست شیخ برگزار می‌شود ولی سرانجام عضدالدوله شیخ مفید را کیفر نمی‌دهد بلکه سخنان شیخ مفید بر او کارگر هم می‌افتد. شیخ در یک آهنگری پسرکی می‌بیند که بسیار خوش‌سخن و آگاه است و پی می‌برد که این پسرک کودکی باهوش و تواناست فردایش پسرک به کلاس شیخ مفید می‌رود ولی استادش پرسان پرسان کلاس شیخ را در شهر بغداد می‌یابد و پسرک را با کتک برمی‌گرداند. ابن حبش در بیابان خار می‌کند که صوفی‌ای را می‌بیند و صوفی او را به گروه خود فرا می‌خواند. این فراخوانی دوباره ابن حبش را هوایی می‌کند. او به خانه برمی‌گردد تا توشه‌ای برگیرد و سوی صوفی به راه افتد ولی رویارویی سرسختانه همسرش را در برابر خود می‌یابد. |            |                                                                                               |           |             |                |
| 8 | 8          | «نزدیکی شیخ و امیر - برگرداندان ابن حبش از جرگه صوفیان»                                       | اعلان‌نشده | اعلان‌نشده   | اعلان‌نشده      |
| ۸ هشتم شیخ مفید بیمار است و مطهر ابن عبدالله به دیدارش می‌آید و ۲۰۰ دینار عضدی به او می‌دهد ولی شیخ‌ نمی‌پذیرد چون نام علی بر آن دیده نمی‌شود. مطهر دیدگاه شیخ‌ را درباره اینکه بیمارستان کجا ساخته شود جویا می‌شود که شیخ‌ همان دیدگاه زکریای رازی درباره بیمارستان ری را برای مطهر بازگو می‌کند تا درباره بغداد نیز همان کنند. سپس مطهر به شیخ‌ می‌گوید از امیر چیزی بخواهید شیخ‌ هم می‌گوید پس از بهبودی به دیدار امیر خواهم رفت و خواسته‌ام را با او در میان خواهم گذاشت. برنامه تازه ابن نقیب نوشتن نامه‌ای بی‌مُهر از سوی شیخ مفید به امیر و درخواست هزار دینار می‌باشد او از برده‌اش می‌خواهد این نامه را به دست گدایی بدهد تا به امیر برساند. شیخ‌ در بازار همسر ابن حبش را می‌بیند و درباره ابن حبش از او می‌پرسد و در می‌یابد که او زن و زندگی را رها کرده و به گروه صوفیان پیوسته. شیخ‌ می‌خواهد برای همسر ابن‌حبش گوشت بخرد که با کم فروشیِ گوشت‌فروش رویارو می‌شود و بر آن می‌شود که دیگر از او خرید نکند. گدایی با نامه دروغین به کاخ می‌رسد. مطهر و عضدالدوله بدگمان می‌شوند که نویسنده نامه کیست؟ عضدالدوله دستور به فراخواندن شیخ‌ می‌دهد. شیخ‌ به دل بیابان نزد صوفیان (که پیرو محمد بن خفیف شیرازی هستند) می‌رود و ابن حبش را به خانه و زن و زندگی‌اش برمی‌گرداند. شیخ‌ و همراهان در راه برگشت گرفتار راهزنان می‌شوند. ولی راهزنان در می‌یابند که اینان چیزی ندارند. در همین هنگام مطهر که به سوی صوفیان می‌رفت تا شیخ را از فراخوان عضدالدوله بیاگاهد از راه می‌رسد و راهزنان می‌گریزند. برده ابن نقیب این بار نزد آهنگر می‌رود تا به زیرآب‌زنی شیخ بپردازد. شیخ نرسیده به دیدار امیر می‌رود تا درباره نامه‌ای بی‌مهر شیخ‌ که به دست امیر داده‌اند سخن بگوید و همچنین چرایی نپذیرفتن دینارها را بازگو کند. در کاخ درباره نپذیرفتن دینارها شیخ‌ می‌گوید امیر را مهری خورشیدسان سزاست؛ مدرسه ویرانه‌ای در بغداد هست که درخواست بهسازی و بازسازی آن را دارم. امیر سپس درباره نامه بی‌مُهر از شیخ‌ می‌پرسد. شیخ‌ برای رهاندن گدا از خشم امیر گفته گدا را می‌پذیرد و می‌گوید پولی که در نامه درخواست کردم برای خویشاوندان گدا است که جذامی می‌باشند. امیر نیز از فرستادن شوقل با پول فراوان به هندوستان می‌گوید. |            |                                                                                               |           |             |                |
| 9 | 9          | «آشوب گدایان - شیخ دختر پیامبر را خواب میبیند - شیخ نامه امام زمان را دریافت میکند»           | اعلان‌نشده | اعلان‌نشده   | اعلان‌نشده      |
| نهم ابن نقیب برنامه‌ای دیگر دارد او می‌خواهد گدایان را به سوی خانه شیخ‌ بفرستد تا آنجا سر و صدا و آشوب کنند و درباره پول‌هایی که امیر بویه به او داده بازخواستش بکنند. ابن حبش نزد شیخ از تنگدستی می‌نالد و شیخ‌ دست‌کم گل‌لگدکردن را به او پیشنهاد می‌کند. شیخ‌ با مصادف درباره چگونگی هزینه کردن هزار دیناری که امیر به آنها داده سخن می‌گوید. شیخ‌، گوشت‌فروشِ کم‌فروش را به توبه کردن فرا می‌خواند تا روزی‌اش گسترده شود. عضدالدوله به جایگاه بهسازی مدرسه می‌آید. شیخ‌ می‌گوید استاد حسین معمار یزدی بی‌دستمزد بهسازی را بر دوش گرفته‌است. مطهر می‌گوید کتاب‌هایی از شیراز به سوی بغداد در راه است تا کتابخانه مدرسه پربار شود. همسر شیخ‌ نیمه‌شب او را می‌بیند که نماز می‌خواند. شیخ‌ خوابی دیده و پس از آن به نماز نشسته. در آن خواب دختر پیامبر فرزندان خود را برای یادگیری فقه نزد شیخ‌ آورده بود و همین داستان شیخ‌ را شگفت‌زده کرده و از خواب پرانده‌است. گدایان با فریاد به سوی آموزشگاه شیخ‌ می‌دوند. آهنگر برای بالاخواهی شیخ‌ پشت سر آنها به راه می‌افتد گدایان درباره آنچه امیر به شیخ‌ داده پرسش‌ها دارند و می‌گویند چرا آن پول را میان گدایان بخش و پخش نمی‌کنی ولی شیخ‌ بردهٔ ابن نقیب را شناخته و رسوایش می‌کند. آشوب با آمدن سربازان بویه پایان می‌یابد. شیخ‌ به پشت میز آموزگاری برمی‌گردد همان دم مصادف نزد شیخ‌ می‌آید و می‌گوید سید رضی و سید مرتضی همراه مادرشان آمده‌اند. شیخ‌ آنها را با سرفرازی می‌پذيرد. مادر این دو کودک از شیخ‌ می‌خواهد که اينان را آموزش دهد و اینگونه شیخ‌ به راز خوابی که دیده بود پی می‌برد. نیمه‌شب مردی علوی به در خانه شیخ‌ می‌آید و درباره همسر باردارش می‌پرسد که پزشکان گفته‌اند پیش از زایمان می‌میرد. شیخ‌ می‌گوید دریدن شکم مادر برای درآوردن نوزاد جایز نیست. پس از چند روز شیخ‌ همین مرد را در بازار می‌بیند و می‌پرسد با آن زن زائو چه کردید. مرد می‌گوید همان‌گونه که یکی از نزدیکان شما (که مردی چهارشانه و خوش‌سیما بود) گفتند ما نوزاد را با شکافتن شکم مادر درآوردیم. شیخ‌ شگفت‌زده می‌شود و با خود می‌گوید چه کسی چنین دیدگاهی به مرد داده است؟ آیا مصادف بوده؟ مصادف می‌گوید که من نبودم. شیخ‌ دوباره با خود می‌گوید که دیدگاه درست همین بوده است. مرد می‌گوید که آن بزرگوار چهارشانه و خوش‌سیما نامه‌ای هم برای شما داشته است که برایتان خواهم آورد. شیخ‌ برای این فتوای نادرستی که داده‌بود خانه‌نشین شده و اشک می‌ریزد. مردم دم در خانه‌اش گرد آمده‌اند تا درباره چرایی بیرون نیامدن شیخ‌شان بپرسند. همین دم آن مرد با نامه‌ای در دست که خیلی هم خوشبو است می‌رسد و از میان مردانی که دم در خانه گرد آمده‌اند خود را به مصادف می‌رساند تا نامه را به شیخ‌ مفید بدهد.                                                                                  |            |                                                                                               |           |             |                |
| 10 | 10         | «تاختن راهزنان به بغداد و درآمدن به کاخ امیر»                                                 | اعلان‌نشده | اعلان‌نشده   | اعلان‌نشده      |
| دهم مردم همچنان دم در خانه شیخ‌ هستند و می‌خواهند بدانند آن نامه چه بوده؟ شیخ‌ می‌آید و خود درباره نامه سخن می‌گوید که این نامه از سوی پیشوایمان است و او مرا نوید به دستگیری در فتوا داده است. ابن نقیب با اینکه حالات شیخ‌ دیگرگونش کرده ولی باز در اندیشه برنامه‌ای تازه برای زمین زدن شیخ‌ است. این بار برانگیختن اسود برای تاختن به بغداد. دستیار اسود او را به شکیبایی تا رسیدن ساس عیار از شیراز فرا می‌خواند. شماس بردهٔ ابن نقیب به پایگاه بیابانی اسود می‌رود تا نامهٔ سرورش را به این راهزن برساند. ابن حبش با برده‌اش بدرفتاری می‌کند و با واکنش تند شیخ‌ رویارو می‌شود. شیخ‌ و امیر بار دیگر از مدرسه‌ای که دورهٔ بازسازی را می‌گذراند بازدید می‌کنند. امیر لگام اسبی را که شیخ‌ بر آن نشسته در دست دارد و پیشاپیش او راه می‌رود. ابن نقیب این کار امیر را می‌بیند و آن را مایهٔ پرشمار شدن شاگردان شیخ‌ می‌داند. ساس به پایگاه اسود می‌رسد. نیمه‌شب سواران راهزن به بغداد می‌تازند و تا درون کاخ هم راه می‌یابند. اسود و امیر تن‌به‌تن می‌جنگند. امیر یک گام تا کشتن اسود راه دارد که ناگهان دچار حمله عصبی می‌شود. راهزنان که از گرفتن کاخ معزیه ناامید شده‌اند بر آن می‌شوند که آن را به آتش بکشند و بگریزند کمی دیرتر امیر در بستر بیماری است و پزشک بر بالین او می‌آید شیخ‌ نیز به دیدار بیمار می‌آید. پزشک می‌گوید امیر از زخم شمشیر و صرع می‌رهد ولی زخم بی‌حرمتی راهزنان بر او بسیار گران آمده‌است. امیر که نمی‌داند شیخ‌ در کاخ است دستور می‌دهد او را فرا بخوانند. این فراخوانی اشک مطهر را در می‌آورد. امیر درباره تاختن به مدرسه می‌پرسد و شیخ‌ پاسخ می‌دهد که مدرسه جایش در دل است و نه میان خشت و گل. کبوترهای نامه‌رسان یکی سیاه و یکی سفید برای مطهر می‌آورند مطهر سیاه را بر می‌گزیند تا پیام‌آور مرگ باشد گویا می‌خواهد پیشاپیش خبر مرگ امیر را به شیراز برساند. ابن نقیب از به فرجام نرسیدن تازش اندوهگین است ولی باز هم به اندیشه برنامه تازه‌ای است او می‌خواهد آنچه رخ داده را گردن شیخ‌ بیندازد که ناگهان در خانه‌اش صدا در می‌آید و او را می‌هراساند |            |                                                                                               |           |             |                |
| 11 | 11         | «مرگ عضدالدوله و رسیدن ابوکالیجار مرزبان به بغداد»                                            | اعلان‌نشده | اعلان‌نشده   | اعلان‌نشده      |
| یازدهم نیمه شب راهزنی در خانه ابن نقیب را به صدا درآورده پول‌هایی که پیمان به پرداختشان بسته بود را درخواست می‌کند ولی ابن نقیب زمان پرداخت آن پول‌ها را پس از مرگ امیر می‌داند. همین دم ساس از راه می‌رسد و ابن‌نقیب ناچار می‌شود پول‌ها را بدهد. در کاخ شیخ‌ از همه می‌خواهد که پیرامون امیر کسی نباشد تا در آرامش جان به جان آفرین دهد. امیر از مطهر می‌خواهد پسرش را از شیراز فرا بخواند و او هم می‌گوید که پیشتر این کار انجام شده است. او ابوکالیجار مرزبان را جانشین خود می‌گمارد و برادر کوچکترش ابوالحسن احمد را جانشین ابوکالیجار مرزبان. در پایان سفارش می‌کند که در نجف به خاکم بسپارید. شیخ‌ می‌گوید تا آمدن ابوکالیجار مرزبان به بغداد مرگ امیر را به مردم نگویید. کسانی دم در کاخ گرد آمده‌اند تا از تندرستی امیر آگاهی یابند که در این میان شماس دستگیر می‌شود ابوکالیجار مرزبان به بغداد می‌رسد او به زندان کاخ می‌رود و بی‌دادرسی رای‌هایی می‌دهد که مطهر را شگفت‌زده می‌کند. پیکر عضدالدوله در میان اشک و اندوه مردم و دست‌اندرکاران تا خانه جاودانه‌اش همراهی می‌شود. ابوکالیجار مرزبان به دیدار طائع می‌رود و فرنام صمصام‌الدوله را دریافت می‌کند. سپس بر دستان طائع بوسه می‌زند. ابوکالیجار مرزبان و طائع سوی مدرسه‌ای که پدرش بهسازی کرده‌بود می‌روند. مصادف با نگرانی به مدرسه می‌آید و از شیخ‌ می‌خواهد که از مدرسه برود چون ابن نقیب نزد خلیفه طائع و ابوکالیجار مرزبان بسیار از خوبی‌های شیخ‌ گفته و از همین روی مصادف بدگمان شده است ابوکالیجار مرزبان اندوهگین می‌شود که چرا شیخ‌ با لقب از او یاد نکرده و امیر را با دیگر بندگان خدا یکی دانسته است. مردی به آگاهی طائع می‌رساند که شرف‌الدوله و محمود غزنوی هم پیمان شده‌اند و می‌خواهند بغداد را بگشایند. ابن نقیب به ابوکالیجار مرزبان می‌گوید برده‌ام شماس پیک برادرتان را دیده که به مدرسه علویان رفته و پنهانی با شیخ مفید گفتمان کرده‌اند و يادآور می شود مطهر وزیر هم در آن گفتگو بوده است. این گفته‌ها ابوکالیجار مرزبان را به شیخ‌ و مطهر بدبین می‌کند. شیخ‌ به سید مرتضی و سید رضی آموزش می‌دهد که ناگهان مصادف می‌آید و شیخ‌ را از بسته شدن مدرسه از سوی سربازان ابوکالیجار مرزبان می‌آگاهاند. شیخ‌ شتابان به‌راه می‌افتد و در راه مدرسه از زندانی شدن مطهر در بغداد و بهاءالدوله در اهواز و شکسته شدن پیمان طائع و ابوکالیجار مرزبان هم آگاهی می‌یابد. در همین هنگام یک فرمانده دیلمی به ابوکالیجار مرزبان می‌گوید کاخ معزیه به چنگ طائع افتاده و شرف‌الدوله و محمود غزنوی هم برای نابودی‌تان هم‌پیمان شده‌اند. اینجاست که ابوکالیجار مرزبان درمی‌یابد از ابن‌نقیب فریب خورده‌است. ابوکالیجار مرزبان می‌خواهد کاخ معزیه را پس بگیرد ولی فرماندهش او را از این اندیشه دور می‌کند پس به سوی عکبرا به راه می‌افتند. |            |                                                                                               |           |             |                |
| 12 | 12         | «آشوب در بغداد - دست بالا را شرف الدوله به‌دست می‌آورد»                                         | اعلان‌نشده | اعلان‌نشده   | اعلان‌نشده      |
| ۱۲ شماس ابن نقیب را از آشوب در بغداد می‌آگاهاند و ابن‌نقیب هم دوباره برنامه‌ای تازه برای زمین زدن شیخ مفید در سرش پدیدار می‌شود. این بار از پا درآوردن شیخ‌ را از راه برانگیختن اسود برمی‌گزیند. ابوکالیجار می‌خواهد که به بغداد برگردد و خلیفه طائع را بکشد و اندیشه بازپس‌گیری شهر را به آینده بیندازد. در زندان یکی از زندانبان‌ها مطهر را آزاد می‌کند و او را از آنچه در شهر گذشته آگاه می‌نماید مطهر هم به زندانبان فرمان فرستادن پیکی به شرف‌الدوله برای آگاهاندنش از چند و چون بغداد را می‌دهد شیخ برای سرزنش پیمان شکنی خلیفه طائع به کاخ می‌رود در همین آن سربازی که از سوی ابوکالیجار برای کشتن خلیفه طائع آمده بود میرسد ولی از سوی نگهبانان کشته می‌شود. شرف‌الدوله در راه بغداد است ولی تا یکسره شدن کار برادرش ابوکالیجار در نزدیکی بغداد می‌ماند. شیخ‌ شب هنگام صدای در زدن پیوسته مردی رنجور را می‌شنود و با باز کردن در، درمی‌یابد که مطهر است. او به شیخ‌ می‌گوید شرف‌الدوله برای دستگیری ابوکالیجار به عکبرا می‌رود و به بغداد نمی‌آید. شرف‌الدوله از پایگاه خود در نزدیکی بغداد به خلیفه طائع نامه می‌نویسد و فرمان‌هایی (مانند گماشتن مطهر) می‌دهد. ابن نقیب پولی به اسود می‌دهد تا به شیخ‌ ناسزا بگوید و آبرویش را بریزد ولی اسود هنگام ناسزاگویی با واکنش مردم و سربازان دیلمی رویارو می‌شود و می‌گریزد. شیخ‌ به مطهر می‌گوید که نمی‌خواهد کینجویی کند ولی به جایش خوب می‌شود اگر مدرسه بازگشایی شود مطهر پاسخ می‌دهد با نگرش به فرمان شرف‌الدوله درباره بسته بودن همه مدرسه‌های دینی بهتر است این بازگشایی انجام نشود و شیخ‌ هم می‌پذیرد. برخی از شاگردان شیخ‌ برای تلافی کردن کار ابن نقیب، به در خانه‌اش می‌روند تا سروصدا کنند ولی شماری دیگر از شاگردان جلویشان را می‌گیرند چرا که شیخ‌ را خشنود به این کار نمی‌دانند. سرانجام سروصدایی می‌شود ولی سنگ‌پراکنی نمی‌کنند و همین خودداری ابن نقیب را اندوهگین می‌کند که از این جوانان آتو نتوانسته به دست بیاورد. نیروهای شرف‌الدوله، ابوکالیجار را دستگیر می‌کنند و نزد او در پایگاه نزدیک بغداد می‌آورند از این رو شرف الدوله نامه‌ای به مطهر بن عبدالله می‌نویسد و او را می‌آگاهاند که می‌خواهد به بغداد بیاید. فردایش شرف الدوله ابوکالیجار را به شیراز می‌فرستد تا در آنجا کور شود و سپس به سوی بغداد خودش به راه می‌افتد. |            |                                                                                               |           |             |                |
| ١٣ | ١٣         | «کاخ معزیه میزبان شرف الدوله - کناره گیری اسود از کشتن شیخ»                                   | اعلان‌نشده | اعلان‌نشده   | اعلان‌نشده      |
| سیزدهم سرانجام شرف‌الدوله به کاخ معزیه در می‌آید. مطهر به او خوشآمد می‌گوید و درخواست برگشتن از رای کور گردانیدن ابوکالیجار را از او می‌دارد. ابن نقیب باز هم با اسود نشسته تا این بار برای کشتن شیخ‌ برانگیزدش. هاجر همسر شیخ‌ به شوی خود درباره خوابی که دیده چیزهایی می‌گوید که در همین آن مصادف و پسر شیخ‌ گریان به خانه می‌آیند. آنها از مرگ ابن بابویه در ری آگاه شده‌اند و بسیار اندوهگین هستند خلیفه طائع به دیدار شرف‌الدوله می‌رود. شیخ دنبال شتر رم کرده‌اش به بیابان می‌رود که از دور جوانی را می‌بیند که به سوی بغداد می‌آید. این جوان ابوجعفر محمد بن حسن طوسی است که برای شاگردی شیخ به بغداد آمده است. ابوجعفر می‌گوید خراسان بی شیخ صدوق برایش گیرایی نداشته پس این همه شهر را پشت سر گذاشته تا به شاگردی شیخ مفید برسد. اسود برای کشتن شیخ‌ راهی می‌شود ولی آنگاه که او را در تاریکی شب در حال مهر ورزیدن و خوراک دادن به جذامیان می‌بیند پشیمان می‌شود و با داد و بیداد نزد ابن نقیب برمی‌گردد. ابن نقیب او را آرام می‌کند و می‌گوید اکنون که خشنود به کشتن شیخ‌ نیستی پس دانشمند دینی سنی شیخ ابومنصور عبدالقاهر که روزهای آینده از اسفراين به بغداد می‌رسد را بکش. مردم بغداد در تکاپو هستند تا آبرومندانه به پیشواز شیخ ابومنصور عبدالقاهر بروند. سرانجام این شیخ اسفراینی می‌رسد و مردم را شادمان می‌کند ولی اسود از دور شیخ را زیر نگر دارد... |            |                                                                                               |           |             |                |
| ١٤ | ١٤         | «کاخ معزیه میزبان بهاءالدوله»                                                                 | اعلان‌نشده | اعلان‌نشده   | اعلان‌نشده      |
| چهاردهم شیخ ابومنصور عبدالقاهر در میان مردم به خانه شیخ مفید می‌رود. اسود با دیدن مهر میان این دو از کشتن این شیخ پشیمان می‌شود و از گدایان می‌خواهد که به جایش ابن نقیب را بکشند. گدایان سوی خانه ابن‌نقیب می‌روند و آشوبی در خانه این مرد فریبکار برپا می‌شود و او زود به شماس دستور می‌دهد تا پاسبان‌ها را بیآگاهاند. در بازداشتگاهِ کاخ، مطهر گدایان زندانی را بازجویی می‌کند و سکه زر عضدی در دست یکی از آنان می‌یابد و این را نشانه رد پایی از خلیفه طائع به شمار می‌آورد. بهاءالدوله به بغداد می‌رسد. با اینکه نونهالی ۱۲-۱۳ ساله است ولی آفرین‌گویی مطهر را برمی‌انگیزد. شماس پنهانی به دنبال ساس می‌رود ولی این کار، از دیدگان تیز اسود دور نمی‌ماند. ساس به خانه ابن‌نقیب رفته و درمی‌یابد که باید کار نیمه‌کاره اسود را انجام بدهد. سپس که به چادر اسود در بیابان می‌رود خشم اسود را نیز می‌بیند. بهاءالدوله به دیدار خلیفه طائع می‌رود و بر پایه برنامه مطهر دستور به برکناری او و نشستن القادر بالله به جایگاهش می‌دهد. اسود که از نزدیک شدن ساس و ابن نقیب خشمگین است شبانه خشمگین به خانه پیرمرد فریبکار می‌رود. شماس زود به دیدار شیخ مفید می‌رود تا بیاید و اسود را آرام بکند. هنگامی که شماس به خانه برمی‌گردد كارد اسود را بر گلوی ابن نقیب می‌بیند. پس با زدن چوب بر پس سر اسود او را بر زمین می‌اندازد و پیکر بی‌جانش را بر پشت گاری می‌اندازد تا در بیابان رها کند ولی در بیابان ناگهان اسود به هوش می‌آید و شماس از ترس می‌گریزد. اسود با اینکه زخمی است ولی به شهر باز می‌گردد. ساس هم به مسجد براثا رفته تا شیخ را بکشد در همین آن اسود می‌رسد و با ساس درگیر می‌شود ولی شیخ این دو را از درگیری در خانه خدا می‌پرهیزاند. سپس اسود به خانه ابن نقیب می‌رود ولی این بار او تنها نیست و مزدورانی نزد خود دارد تا از خانه‌اش و دارایی‌اش و خودش نگهبانی کنند پس اسود ناچار از خانه ابن نقیب می‌رود. |            |                                                                                               |           |             |                |
| ۱۵ | ۱۵         | «دور راندن شيخ به عكبرا»                                                                      | اعلان‌نشده | اعلان‌نشده   | اعلان‌نشده      |
| سال‌ها می‌گذرد خلیفه القادر بالله درباره رخدادهای روز با یک نماینده غزنوی گفتگو می‌کند و از کاهش توانمندی بوئیان شادمان است. سپهسالار دیلمی عمید الجیوش به نیابت از سلطان الدوله کودک شیرخواره بهاءالدوله به بغداد در می‌آید گویا عمیدالجیوش با غزنویان ساخته تا بوئیان از بغداد رانده نشوند. هرچند که توان پیشین را هم نداشته باشند. مصادف شیخ مفید را از مرگ سید رضی می‌آگاهاند. در آیین سوگواری این جوان از دست رفته، باز هم ابن نقیب در پی پاپوش درست کردن برای شیخ مفید است. شیخ مفید در آیین سوگواری درباره یادگار ارزشمند سید رضی نهج البلاغه سخن می‌گوید شماس دوباره سراغ گدایان رفته تا در مسجد سر و صدا کنند و برگزاری آیین را نابسامان کنند. سربازان با اسب درون مسجد می‌آیند و ارجی به خانه خدا نمی‌گذارند. شیخ دستگیر می‌شود و در برابر چشمان عمیدالجیوش و مطهر به زندانش می‌افکنند. مطهر از اینکه جایگاهی ندارد و نمی‌تواند کاری برای شیخ بکند اندوهگین است. ابن نقیب به خلیفه پیشنهاد کشتن شیخ را می‌دهد ولی خلیفه شگفت می‌شود که ابن نقیب فرجام این کار را نادیده می‌گیرد. پس پیشنهاد دوم ابن نقیب دور راندن شیخ به زادگاهش عکبرا می‌باشد. عمیدالجیوش با بهاءالدوله بیمار هم رایزنی می‌کند و پیشنهاد بهاءالدوله آزادسازی شیخ است. چرا که او هم آشوب علویان را پیش بینی می‌کند. اسود در چادرش در پندار خودشیخ را می‌بیند و با او گفتگو می‌کند سپس رخت علویان می‌پوشد و به بغداد می‌رود و دستگیر می‌شود. شیخ هنگام بیرون رفتن از بند خود اسود را می‌بیند و از او بوی بهشت را می‌شنود. کمی که می‌گذرد در راهروی زندان از مرگ همسرش آگاهانده می‌شود و نزد سید مرتضی بسیار می‌گرید. |            |                                                                                               |           |             |                |